# Synclera danalis
Synclera danalis là một loài bướm đêm trong họ Crambidae.